# Assling
Pour l’article ayant un titre homophone, voir Aßling.
Assling est une commune autrichienne du district de Lienz dans le Land de Tyrol.

## Géographie

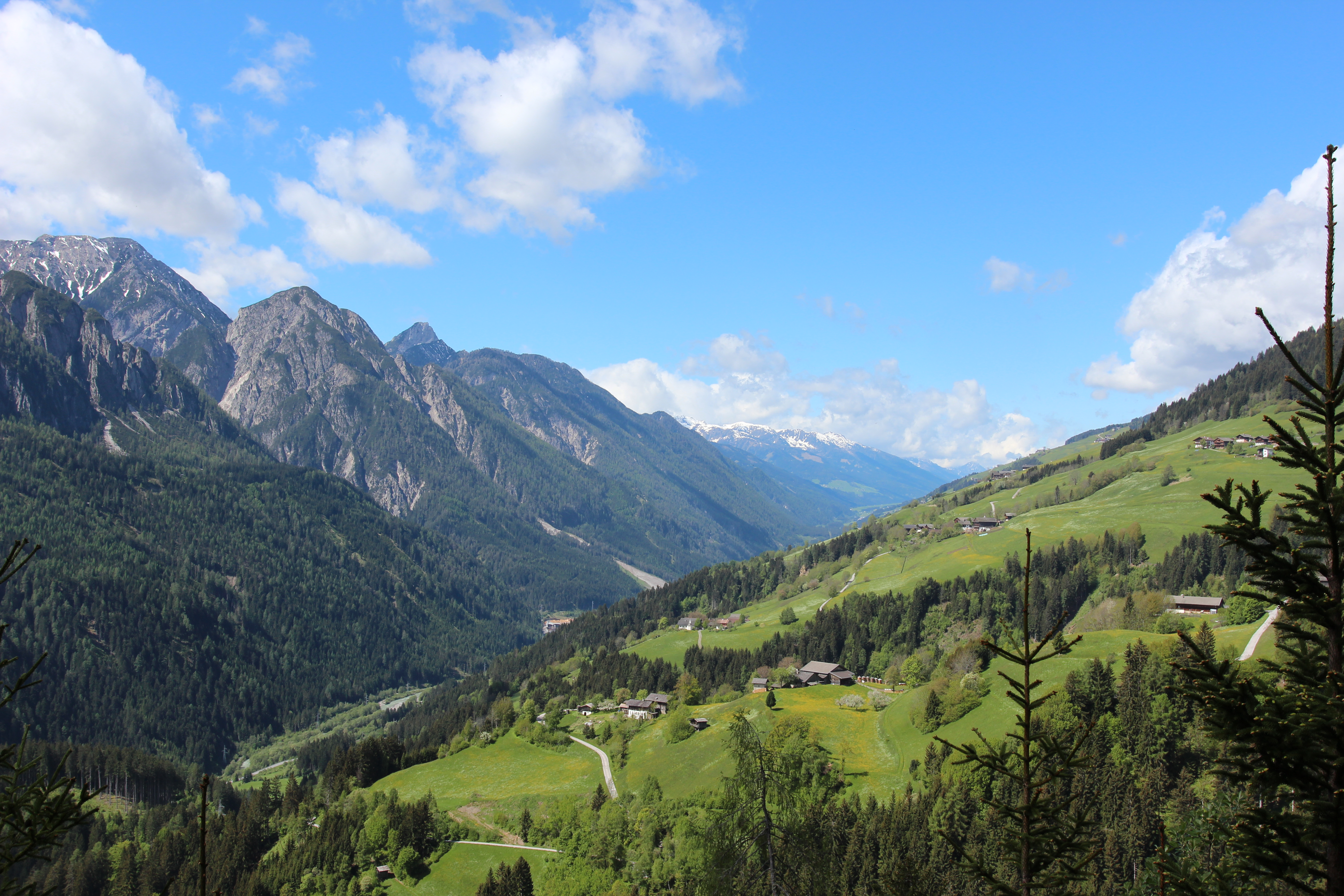
Vue sur la vallée depuis Lienz.

Le territoire communal s'étend sur la Drave amont dans le Tyrol oriental, à l'extrémité est du val Pusteria (Pustertal) séparant les Hohe Tauern (montagnes de Villgraten) au nord et les Alpes de Gailtal au sud. Le centre d'Assling se trouve à environ 10 kilomètres à l'ouest de Lienz.

## Histoire
Le val Pusteria est une voie de communication historique depuis l'époque romaine. La localité d’Aznich, possiblement d'origine slave, fut mentionnée pour la première fois vers l'an 1030. La paroisse documentée dès 1187 a été incorporée à l'abbaye de Novacella (Neustift) en 1261.

## Personnalités
- Irmgard Lukasser (née en 1954), skieuse alpine ;
- Maria Theurl (née en 1966), fondeuse.